# محوطه سربان
محوطه سربان مربوط به دوره اشکانیان - دوره ساسانیان است و در شهرستان اسلام‌آباد غرب، بخش مرکزی، دهستان حومه شمالی، ۶۰۰ متری جنوب روستای سرخک واقع شده و این اثر در تاریخ ۲۶ اسفند ۱۳۸۷ با شمارهٔ ثبت ۲۵۶۸۲ به‌عنوان یکی از آثار ملی ایران به ثبت رسیده است.